# Прикосновение ангела
«Прикосновение ангела» (англ. Touched by an Angel) — американский драматический сериал, который транслировался на CBS с 21 сентября 1994 года по 27 апреля 2003 года. Созданный Джоном Масиусом и произведенный Мартой Уильямсон, сериал рассказывал об ангеле Монике, которую играла Рома Дауни, помогающей различным людям в трудных ситуациях под наставничеством Тесс в исполнении Деллы Риз. В более поздних сезонах к сериалу присоединился Джон Дай в роли ангела смерти Эндрю и Валери Бертинелли в роли ещё одного ангела — Глории.
Сериал добился коммерческого успеха и благоприятных отзывов от критиков. «Прикосновение ангела» был одним из самых рейтинговых сериалов канала CBS в девяностых годах. Сериал достиг пика популярности в сезоне 1997-98 гг., когда его смотрело в среднем более 21 миллиона зрителей. В период между 1997—2000 годами сериал одиннадцать раз выдвигался на соискание премии «Эмми», однако не выиграл ни одной премии. Также сериал неоднократно номинировался на премии «Золотой глобус» и Гильдии киноактёров США. В 1996 году был запущен спин-офф сериала под названием «Земля обетованная», который просуществовал три сезона. В общей сложности сериал транслировался на протяжении девяти сезонов, включающих в себя 211 эпизодов.

## Актёры и персонажи

### Основной состав
- Рома Дауни — Моника
- Делла Риз — Тесс
- Джон Дай — Эндрю (1996—2003)
- Валери Бертинелли — Глория (2001—2003)

### Второстепенный состав
- Алексис Крус — Рафаэль
- Пол Уинфилд — Сэм
- Чарльз Роккет — Адам
- Рэнди Трэвис — Уэйн
- Клорис Личмен — Рич
- Билл Косби — Фил
- Жасмин Гай — Кэтлин
- Джон Шнайдер / Томас Деккер / Мэнди Патинкин / Дэвид Огден Стирс — сатана
- Брюс Олтман — Генри